# Massacre de Zaouïat Albou Nimr
Le massacre de Zaouïat Albou Nimr a lieu lors de la seconde guerre civile irakienne et est commis par les troupes de l'État islamique pendant la bataille d'Al-Anbar.

## Déroulement
Lors du mois d'octobre 2014, les djihadistes de l'État islamique progressent dans la province d'al-Anbar. Le 2 octobre, ils s'emparent de la ville de Hit et le 14, l'armée irakienne abandonne un camp près de la ville, l'EI contrôle alors 85 % de la province.

Près de Hit, la tribu sunnite des Albou Nimr prend part aux affrontements contre les djihadistes. Mais ces derniers attaquent Zaouïat Albou Nimr, située à 45 kilomètres au nord-ouest de Ramadi. Les habitants tentent de se défendre mais ils ne reçoivent aucun soutien matériel de la part du gouvernement irakien et après plusieurs jours de combats les combattants tribaux se retrouvent à court de munitions, de nourriture et de carburant et ne peuvent empêcher les troupes de l'État islamique de prendre la place après près d'un mois de résistance.
La prise de la localité s'accompagne de massacres commis par les djihadistes qui accusent les combattants tribaux d'être des Sahwa. Le 29 octobre, près de Hit, les hommes de l'État islamique exécutent par balles 46 prisonniers de la tribu Albou Nimr. Le 2 novembre, au moins 36 personnes, dont quatre femmes et trois enfants sont exécutés

## Bilan humain
Le 2 novembre, le colonel de police Shaaban Al-Obaidi affirme que le bilan des tueries est de plus de 200 morts tandis que le vice-président du conseil provincial d'Al-Anbar, Faleh Al-Essaoui, parle de 258 tués pour les trois jours précédents. Cependant un des chefs de la tribu déclare que 381 personnes ont été tuées entre le 24 octobre et le 2 novembre. 
Le 3 novembre, le gouvernement irakien affirme que 322 personnes ont été victimes des massacres, dont 50 femmes et enfants dont les corps sont retrouvés dans un puits. Plus de 70 autres dépouilles d'hommes sont retrouvées éparpillées près de Hit le 2 novembre,. Cependant selon le gouvernement irakien d'autres personnes sont portées disparues, le chef tribal cheikh Nimrawi porte leur nombre à plus de 1 000. 
Selon le cheikh Naim Kaoud, de la tribu Kaoud, 497 personnes ont été tuées, dont 20 femmes et 16 enfants. Pour RFI le bilan de la répression est de 500 morts et 1 000 prisonniers.